# HD 74156 c

HD 74156 c är en stor exoplanet som kretsar kring stjärnan HD 74156. Den har ungefär 8 gånger större massa än Jupiter. På grund av sin excentricitet passerar HD 74156 c i den beboeliga zonen, fast temperaturskillnaderna är nog så höga att inget liv kan finnas där. HD 74156 c är troligtvis en gasjätte. 
Närvaron av HD 74156 c och ännu en exoplanet vid stjärnan upptäcktes i april 2001. Planeterna har en massa som är ungefär 8,0 respektive 1,8 gånger Jupiters. Den andra planeten fick beteckningen HD 74156 b.  Rapport om en tredje planet kom 2007, men är ännu inte bekräftad.
| Planet | Massa           | Halv storaxel (AE) | Siderisk omloppstid (d) | Excentricitet | Inklination | Radie |
| ------ | --------------- | ------------------ | ----------------------- | ------------- | ----------- | ----- |
| b      | >1,778±0,02 MJ  | 0,2916±0,0033      | 51,6385±0,0015          | 0,638±0,0061  | –           | –     |
| c      | >7,997±0,095 MJ | 3,82±0,044         | 2448,9±5,5              | 0,3829±0,008  | –           | –     |